# Sylvana Simons
Pour les articles homonymes, voir Simons.
Silvana Simons (née à Paramaribo le 31 janvier 1971) est une députée néerlandaise et ancienne danseuse et animatrice de télévision et de radio. Elle est cheffe du parti BIJ1, membre du Parlement et présidente du groupe de ce parti.
À partir des années 1990, Sylvana Simons se fait connaître aux Pays-Bas comme présentatrice de programmes de télévision et de radio. Elle s'engage en politique en 2015 pour défendre ses idées sur le racisme, le sexisme et la discrimination. Elle est brièvement membre du parti politique DENK, puis fonde son propre parti en décembre 2016. Sous la couleur de ce parti, appelé d'abord Artikel 1 puis BIJ1, elle participe aux élections législatives pour la première fois en 2017, mais sans succès. En 2018, elle devient membre du conseil municipal d'Amsterdam pour le BIJ1 et en mars 2021, membre de la deuxième Chambre du Parlement néerlandais.

## Biographie

### Jeunesse et formation
Sylvana Hildegard Simons est née le 31 janvier 1971 à Paramaribo, la capitale du Suriname, qui à l'époque fait encore partie du Royaume des Pays-Bas. Elle arrive aux Pays-Bas avec ses parents un an et demi après sa naissance et grandit à Hoorn. À l'école primaire, elle fait du jazz et de la danse classique, elle rêve de devenir danseuse. Elle a du mal à s'insérer dans le système scolaire, elle est rebelle et n'obtient pas de diplôme d'études secondaires.
Elle quitte le domicile familial à l'âge de 14 ans pour vivre avec une de ses demi-sœurs plus âgée à Amsterdam et fréquente l'académie de ballet de Lucia Marthas ainsi qu'une école de coiffure. 
Sylvana Simons mène une carrière prometteuse de danseuse avec John de Mol, Lentin, Michele Meyer et CB Milton. Elle fait également des photos et des publicités pour Pepsi, Philips et Victoria Vesta. 

### Carrière dans les médias
Tout en poursuivant la danse, elle commence à travailler en 1995 à la télévision comme video jockey (en) chez The Music Factory (TFM), une chaîne de clips musicaux. Elle présente des programmes de musique soul et rhythm and blues (Sylvana's Soul) qui contribuent à la renaissance du genre aux Pays-Bas. 
En 1997, elle enregistre une chanson à succès, Get close to you, avec Fabienne de Vries, Bridget Maasland et Isabelle Brinkman du groupe The Magnificent Four. Son talent de chanteuse étant peu développé, sa participation consiste surtout en du rap et des textes parlés. 
En 1999, elle passe à la chaîne de télévision SBS6 pour présenter, entre autres, le programme De Bus, homologue de Big Brother. Un an plus tard, elle change pour RTL 4 où elle présente un certain nombre de programmes, dont Dancing with the Stars. Elle réalise aussi deux programmes pour le Nederlandse Programma Stichting (nl). 
Sylvana Simons travaille aussi comme présentatrice de radio sur Radio 538 puis sur Noordzee FM (nl) en 2001 et NPO Radio 6 en 2009 où elle présente une émission entièrement consacrée à la musique soul, Sylvana's choice.
Elle participe régulièrement comme invitée à des débats où elle se positionne clairement contre le racisme et la discrimination. C'est lors d'une de ces interventions dans l'émission De wereld draait door (en) en mai 2015, qu'elle interpelle en direct le présentateur Martin Šimek qui utilise le terme raciste "zwartjes" (petits noirs) à propos de réfugiés,.
Elle décrit plus tard ce moment comme la goutte qui fait déborder le vase. Sa carrière télévisuelle est terminée, elle veut désormais s'engager plus activement contre le sexisme et le racisme ,« Jusqu'à ce moment chez DWDD, j'étais toujours prête à laisser le malaise des autres passer après ma propre liberté. Mais après avoir vu Jerry Afriyie se faire tabasser par la police lors d'une manifestation pacifique et silencieuse contre Zwarte Piet en 2014, j'ai pensé : je ne peux pas laisser passer ça. ». « Au cours des 25 années où j'ai travaillé dans le monde du divertissement, j'ai bien sûr aussi vécu beaucoup de racisme. Maintenant, j'en parlerai. Jusqu'à présent, je n'en ai pas toujours eu la force ou la conscience. ».

### Engagement politique
Le 18 mai 2016, Sylvana Simons rejoint le mouvement politique DENK. Elle s'engage dans la lutte contre le racisme, la discrimination et la xénophobie et en faveur de la « décolonisation de l'éducation » et de « l'autonomisation des femmes ».

#### Menaces
Ses positions contre le racisme, une campagne contre Zwarte Piet, compagnon de Saint Nicolas, grimé en noir et accusé de perpétuer une vision raciste, et son adhésion au parti DENK, soulève une vague de haine contre Sylvana Simons. Elle est menacée quotidiennement sur les réseaux sociaux, une chanson de carnaval la dénigrant est publiée et un montage vidéo la montre, lynchée par des membres du Ku Klux Klan, si bien qu'elle doit être placée sous protection policière. Vingt-deux suspects sont inculpés, parmi lesquels vingt sont reconnus coupables de sédition, de menaces, d'insultes et de discrimination par le tribunal d'Amsterdam. Les sanctions vont des travaux d'intérêt général à des amendes d'un maximum de 450 euros. Le Ministère public affirme que les personnes inculpées ont été sélectionnées parmi de nombreux suspects potentiels : « C'était nécessaire, sinon il y aurait six mille suspects ici. ».

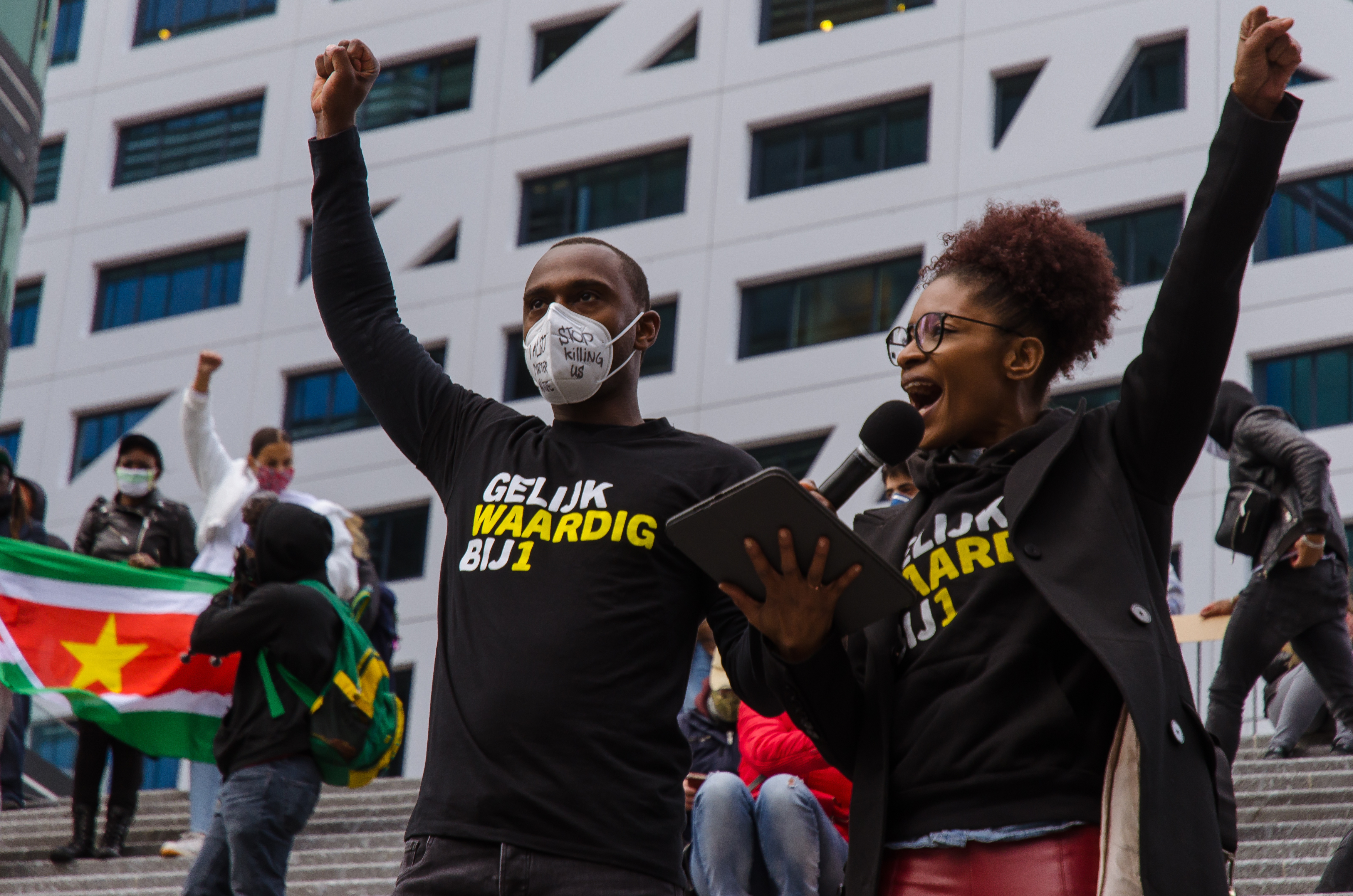
Sylvana Simons (à droite) lors de la manifestation Black Lives Matter le 5 juin 2020 à Jaarbeursplein à Utrecht, organisée par Tori Oso Utrecht, KetiKoti Utrecht et Stop Blackface

#### Le parti BIJ1
Se sentant peu soutenue par son parti à la suite des menaces reçues, Sylvana Simons quitte DENK fin décembre 2016.
Elle lance son propre parti politique, Artikel 1avec lequel elle participe aux élections législatives de 2017. Le parti obtient 0,3% des voix, trop peu pour obtenir un siège à la Chambre. Peu après, le parti doit changer de nom, à cause d'un conflit juridique sur sa propriété. Il devient BIJ1.  
Sylvana Simons est tête de liste aux élections municipales de 2018 à Amsterdam. Elle est la première élue, et la seule à ce stade, de BIJ1 et entre au conseil municipal. « Nous avons écrit l'histoire: le premier parti politique national avec une dirigeante noire à avoir un siège dans la capitale. Notre politique « intersectionnelle », qui s'attaque simultanément à différentes formes de marginalisation, est nouvelle aux Pays-Bas. Les gens doivent encore s'habituer au fait que nous associons pauvreté et racisme, par exemple. ».
BIJ1 trouve une source d'inspiration dans les idées de l'anthropologue Gloria Wekker qui figure d'ailleurs deux fois sur sa liste de candidats. Elle a notamment contribué à la réflexion intersectionnelle de Sylvana Simons. 
BIJ1 veut que les Pays-Bas soient un pays où il y a de la place pour tout le monde et interdit ainsi l'idée qu'une personne vaut plus qu'une autre. 
« Car si vous votez pour BIJ1, vous votez non seulement contre le racisme et l'islamophobie, mais aussi pour les droits LGBTI + et la liberté religieuse. Et cela peut entrer en conflit. Mais nos réunions de parti sont toujours une fête pour moi parce que je regarde dans l'espace et vois mon rêve se réaliser. À gauche, je vois une femme surinamaise plus âgée dans un koto avec un garçon en talons hauts en train de rire et à droite une femme trans occupée à discuter avec un musulman et un homme blanc. »
« Le fait que mon groupe se compose d'une femme noire, d'un homme musulman trans, d'une personne non binaire, est déjà une déclaration politique. Lorsque nous sommes dans l'espace, nous sommes un rappel physique de l'antiracisme, du féminisme, de la transphobie. Ils savent surveiller leur langue. Depuis que nous y sommes, l'intersectionnalité a également été incluse dans les documents de politique. »
Sylvana Simons déclare qu'il est très étrange qu'il n'y ait pas un seul Néerlandais noir parmi les 150 membres de la Chambre des représentants. Elle fait valoir que la responsabilité de la lutte contre le racisme n'incombe pas à la communauté noire mais au système, et elle appelle les partis politiques à placer davantage de néerlandais de couleur à des places éligibles pour les futures élections parlementaires.

#### Élections législatives de 2021
Sylvana Simons annonce en février 2020 qu'elle sera à nouveau candidate à la tête du parti BIJ1 aux élections législatives de mars 2021. À la fin du mois d'octobre de la même année, elle est à la première place sur la liste électorale et décide de renoncer à son siège au conseil communal à Amsterdam pour se consacrer pleinement à la campagne électorale,. Elle est remplacée le 1er novembre 2020 par Jazie Veldhuyzen.
Les élections législatives se tiennent en mars 2021. Avec 0,84 % des voix, BIJ1 n'obtient qu'un seul siège mais Sylvana Simons est élue.
Le parti BIJ1 revendique deux mille membres et a des sections à Amsterdam, Rotterdam et Utrecht.

### Autres activités
Sylvana Simon écrit des articles pour Veronica Magazine et Playboy. Son premier livre 1 + 1 = 7 est publié en 2004, elle y explique comment elle concilie sa vie de mère de famille (elle est mère célibataire de deux enfants) et sa carrière. Il est suivi en 2005 par In Balans, écrit avec son frère Kenneth Leeuwin. En juin 2016, Sylvana Simons est éditrice invitée du magazine mensuel ParaVisie, qui fête alors son 30e anniversaire. 
Depuis 2005, elle est ambassadrice de Simavi, une association qui vise à donner accès aux soins et à l'hygiène aux femmes en Afrique et en Asie et elle est ambassadrice de Borst Kanker Vereniging, Association du cancer du sein. 
Elle participe à la tournée du théâtre LULverhalen, mais, lors de la première représentation, alors qu'elle commence à parler de Zwarte Piet, les spectateurs sortent de la salle et il n'y aura pas d'autres représentations.
La réalisatrice de documentaires Ingeborg Jansen suit Sylvana Simons lors de sa participation aux élections municipales d'Amsterdam. Le film qu'elle réalise, Sylvana, Demon or Diva participe en première à l'IDFA le 17 novembre 2018. Il est diffusé par la chaîne de télévision Evangelische Omroep le 21 novembre 2018. Elle-même participe à quelques films.
Elle crée également des vêtements, par exemple, tous ceux qu'elle portait dans l'émission Dancing with the Stars.

## Publications
- 1+1=7, The House of Books, 2004, 144 p.  (ISBN 9789044311525)
- Avec Kenneth Leeuwin In balans, The House of Books, 2005, 144 p.  (ISBN 9789044312669)
- avec Glenn Helberg, Ian van der Kooye, Anja Meulenbelt'', Simone van Saarloos, Anne-Ruth Wertheim, Artikel 1: Een nieuwe politiek van gelijkwaardigheid, Conserve, 2017,  (ISBN 978-9054294542)

## Récompenses
Le 5 mars 2021, elle reçoit la médaille Ribbius-Peletier. 